# Bulbophyllum gibbolabium
Bulbophyllum gibbolabium là một loài phong lan thuộc chi Bulbophyllum.